# Campeonato Mineiro de Futebol de 2019 - Módulo I
O Campeonato Mineiro de Futebol de 2019 - Módulo I, oficialmente denominado como Campeonato Mineiro Sicoob 2019, foi a 105.ª edição do campeonato estadual de Minas Gerais equivalente à elite. O torneio contou com a participação de 12 equipes e foi realizado entre os dias 19 de janeiro e 20 de abril.

## Regulamento

### Primeira fase
O Módulo I foi disputado por doze clubes em turno único. Todos os times jogaram entre si uma única vez. Ao fim das onze rodadas, os oito primeiros colocados avançaram para a fase final, enquanto os dois últimos serão rebaixados para o Módulo II de 2020.
O campeonato também indicou os representantes do estado de Minas Gerais para o Campeonato Brasileiro da Série D de 2020. Os três melhores times que não estejam disputando a Série A, a Série B ou a Série C ganharam as vagas, ou seja, seis equipes estarão disputando as três vagas no brasileiro da quarta divisão. Os três primeiros colocados na classificação geral disputarão a Copa do Brasil de 2020.

#### Critérios de desempate
Caso haja empate de pontos entre dois clubes, os critérios de desempates serão aplicados na seguinte ordem:
1. Número de vitórias
2. Saldo de gols
3. Gols marcados
4. Confronto direto
5. Número de cartões vermelhos
6. Número de cartões amarelos
7. Sorteio público na sede da FMF

### Fase final
Será disputada uma fase eliminatória (conhecida como "mata-mata", com quartas-finais, semifinais e final), com confrontos de ida nas quartas finais e em ida e volta nas demais fases. O time de melhor campanha terá a vantagem de jogar em casa nas quartas de finais e também decide se terá o mando de campo no primeiro ou segundo jogo das fases subsequentes. O chaveamento é dado da seguinte forma: 1° melhor colocado x 8° melhor colocado, 2° melhor colocado x 7° melhor colocado, 3° melhor colocado x 6° melhor colocado e 4° melhor colocado x 5° melhor colocado.

#### Critérios de desempate
Quartas de final
1. Saldo de gols
2. Penalidades

Semifinal e Final
1. Saldo de gols
2. Melhor campanha na primeira fase

Obs: o time de melhor campanha sempre decide em casa e joga com a vantagem de dois empates ou uma vitória e uma derrota pela mesma diferença de gols.

## Participantes
| Equipe                             | Cidade          | Em 2018 | Estádio          | Capacidade | Títulos             |
| ---------------------------------- | --------------- | ------- | ---------------- | ---------- | ------------------- |
| América Futebol Clube              | Belo Horizonte  | 3º      | Independência    | 23.019     | 16 (último em 2016) |
| Boa Esporte Clube                  | Varginha        | 7º      | Melão            | 15.471     | 0                   |
| Clube Atlético Mineiro             | Belo Horizonte  | 2º      | Independência    | 23.019     | 44 (último em 2017) |
| Associação Atlética Caldense       | Poços de Caldas | 9º      | Ronaldão         | 7.600      | 1 (2002)            |
| Cruzeiro Esporte Clube             | Belo Horizonte  | 1º      | Mineirão         | 61.846     | 39 (último em 2018) |
| Guarani Esporte Clube              | Divinópolis     | 1º (II) | Farião           | 4.181      | 0                   |
| Tombense Futebol Clube             | Tombos          | 5º      | Almeidão         | 3.050      | 0                   |
| Clube Atlético Patrocinense        | Patrocínio      | 8º      | Pedro Alves      | 10.250     | 0                   |
| Tupi Football Club                 | Juiz de Fora    | 4º      | Mario Helênio    | 31.863     | 0                   |
| Tupynambás Futebol Clube           | Juiz de Fora    | 2º (II) | Mario Helênio    | 31.863     | 0                   |
| União Recreativa dos Trabalhadores | Patos de Minas  | 6º      | Arena DanBred    | 4.858      | 0                   |
| Villa Nova Atlético Clube          | Nova Lima       | 10º     | Castor Cifuentes | 5.170      | 5 (último em 1951)  |

## Estádios
| América Mineiro              | Atlético Mineiro | Boa Esporte | Caldense                  |
| ---------------------------- | --- | --- | ------------------------- |
| Independência                | Independência | Melão | Ronaldão                  |
| Capacidade: 23 019           | Capacidade: 23 019 | Capacidade: 15 071 | Capacidade: 7 600         |
|                              | | |                           |
| Cruzeiro                     | Boa Caldense Guarani-MG Belo Horizonte Tombense Tupi Tupynambás Patrocinense Villa Nova URT Equipes de Belo Horizonte: América Atlético Mineiro CruzeiroLocalização dos times no estado. | Boa Caldense Guarani-MG Belo Horizonte Tombense Tupi Tupynambás Patrocinense Villa Nova URT Equipes de Belo Horizonte: América Atlético Mineiro CruzeiroLocalização dos times no estado. | Guarani-MG                |
| Mineirão                     | Boa Caldense Guarani-MG Belo Horizonte Tombense Tupi Tupynambás Patrocinense Villa Nova URT Equipes de Belo Horizonte: América Atlético Mineiro CruzeiroLocalização dos times no estado. | Boa Caldense Guarani-MG Belo Horizonte Tombense Tupi Tupynambás Patrocinense Villa Nova URT Equipes de Belo Horizonte: América Atlético Mineiro CruzeiroLocalização dos times no estado. | Farião                    |
| Capacidade: 61 846           | Boa Caldense Guarani-MG Belo Horizonte Tombense Tupi Tupynambás Patrocinense Villa Nova URT Equipes de Belo Horizonte: América Atlético Mineiro CruzeiroLocalização dos times no estado. | Boa Caldense Guarani-MG Belo Horizonte Tombense Tupi Tupynambás Patrocinense Villa Nova URT Equipes de Belo Horizonte: América Atlético Mineiro CruzeiroLocalização dos times no estado. | Capacidade: 4 181         |
|                              | Boa Caldense Guarani-MG Belo Horizonte Tombense Tupi Tupynambás Patrocinense Villa Nova URT Equipes de Belo Horizonte: América Atlético Mineiro CruzeiroLocalização dos times no estado. | Boa Caldense Guarani-MG Belo Horizonte Tombense Tupi Tupynambás Patrocinense Villa Nova URT Equipes de Belo Horizonte: América Atlético Mineiro CruzeiroLocalização dos times no estado. |                           |
| Tombense                     | Boa Caldense Guarani-MG Belo Horizonte Tombense Tupi Tupynambás Patrocinense Villa Nova URT Equipes de Belo Horizonte: América Atlético Mineiro CruzeiroLocalização dos times no estado. | Boa Caldense Guarani-MG Belo Horizonte Tombense Tupi Tupynambás Patrocinense Villa Nova URT Equipes de Belo Horizonte: América Atlético Mineiro CruzeiroLocalização dos times no estado. | Patrocinense              |
| Antônio Guimarães de Almeida | Boa Caldense Guarani-MG Belo Horizonte Tombense Tupi Tupynambás Patrocinense Villa Nova URT Equipes de Belo Horizonte: América Atlético Mineiro CruzeiroLocalização dos times no estado. | Boa Caldense Guarani-MG Belo Horizonte Tombense Tupi Tupynambás Patrocinense Villa Nova URT Equipes de Belo Horizonte: América Atlético Mineiro CruzeiroLocalização dos times no estado. | Pedro Alves do Nascimento |
| Capacidade: 3 050            | Boa Caldense Guarani-MG Belo Horizonte Tombense Tupi Tupynambás Patrocinense Villa Nova URT Equipes de Belo Horizonte: América Atlético Mineiro CruzeiroLocalização dos times no estado. | Boa Caldense Guarani-MG Belo Horizonte Tombense Tupi Tupynambás Patrocinense Villa Nova URT Equipes de Belo Horizonte: América Atlético Mineiro CruzeiroLocalização dos times no estado. | Capacidade: 10 250        |
|                              | Boa Caldense Guarani-MG Belo Horizonte Tombense Tupi Tupynambás Patrocinense Villa Nova URT Equipes de Belo Horizonte: América Atlético Mineiro CruzeiroLocalização dos times no estado. | Boa Caldense Guarani-MG Belo Horizonte Tombense Tupi Tupynambás Patrocinense Villa Nova URT Equipes de Belo Horizonte: América Atlético Mineiro CruzeiroLocalização dos times no estado. |                           |
| Tupi                         | Tupynambás | URT | Villa Nova                |
| Mario Helênio - Juiz de Fora | Mario Helênio- Juiz de Fora | Zama Maciel | Castor Cifuentes          |
| Capacidade: 35.000           | Capacidade: 35.000 | Capacidade: 4 858 | Capacidade: 5 170         |
|                              | | |                           |

## Primeira fase
| Pos | Equipes          | Pts | J  | V | E | D | GP | GC | SG  | %    | DF      | Classificação ou rebaixamento       |
| --- | ---------------- | --- | -- | - | - | - | -- | -- | --- | ---- | ------- | ----------------------------------- |
| 1   | Atlético Mineiro | 28  | 11 | 9 | 1 | 1 | 24 | 6  | +18 | 84.8 | Estável | Classificados à fase final          |
| 2   | Cruzeiro         | 25  | 11 | 7 | 4 | 0 | 22 | 5  | +17 | 75.8 | Estável | Classificados à fase final          |
| 3   | América Mineiro  | 22  | 11 | 6 | 4 | 1 | 22 | 9  | +13 | 66.7 | Estável | Classificados à fase final          |
| 4   | Boa Esporte      | 18  | 11 | 5 | 3 | 3 | 21 | 16 | +5  | 54.5 | Estável | Classificados à fase final          |
| 5   | Tombense         | 13  | 11 | 3 | 4 | 4 | 11 | 11 | 0   | 39.4 | 4       | Classificados à fase final          |
| 6   | Caldense         | 13  | 11 | 3 | 4 | 4 | 11 | 12 | –1  | 39.4 | 1       | Classificados à fase final          |
| 7   | Patrocinense     | 12  | 11 | 3 | 3 | 5 | 10 | 13 | –3  | 36.4 | 1       | Classificados à fase final          |
| 8   | Tupynambás       | 11  | 11 | 3 | 2 | 6 | 10 | 18 | –8  | 33.3 | 1       | Classificados à fase final          |
| 9   | Villa Nova       | 11  | 11 | 3 | 2 | 6 | 9  | 21 | –12 | 33.3 | 1       |                                     |
| 10  | URT              | 10  | 11 | 2 | 4 | 5 | 9  | 16 | –7  | 30.3 | 1       |                                     |
| 11  | Guarani-MG       | 10  | 11 | 1 | 7 | 3 | 8  | 13 | –5  | 30.3 | 1       | Rebaixados para o Módulo II de 2020 |
| 12  | Tupi             | 4   | 11 | 0 | 4 | 7 | 6  | 23 | –17 | 12.1 | Estável | Rebaixados para o Módulo II de 2020 |

## Desempenho

### Rodadas na liderança
Clubes que lideraram o campeonato ao final de cada rodada:
| 1   | 2   | 3   | 4   | 5   | 6   | 7   | 8   | 9   | 10  | 11  |
| ATM | TFC | AMM | AMM | AMM | AMM | ATM | ATM | ATM | ATM | ATM |

### Rodadas na lanterna
Clubes que ficaram na última posição do campeonato ao final de cada rodada:
| 1   | 2   | 3   | 4   | 5   | 6   | 7   | 8   | 9   | 10  | 11  |
| BOA | VIL | VIL | VIL | VIL | URT | TUP | TUP | TUP | TUP | TUP |

## Fase final
Em itálico, as equipes que jogarão pelo empate no resultado agregado, por ter melhor campanha na fase de grupos ou mandante nas quartas-finais. Em negrito as equipes que avançaram de fase.
|  | Quartas-de-final  | Quartas-de-final |   |                 | Semifinais               | Semifinais               | Semifinais               | Semifinais               |  |          | Final            | Final            | Final            | Final            |  |  |
|  |                   |                  |   |                 | 30 de março a 7 de abril | 30 de março a 7 de abril | 30 de março a 7 de abril | 30 de março a 7 de abril |  |          | 14 e 20 de abril | 14 e 20 de abril | 14 e 20 de abril | 14 e 20 de abril |  |  |
|  |                   |                  |   |                 |                          |                          |                          |                          |  |          |                  |                  |                  |                  |  |  |
|  | América Mineiro   | 2                |   |                 |                          |                          |                          |                          |  |          |                  |                  |                  |                  |  |  |
|  | Caldense          | 0                |   |                 |                          |                          |                          |                          |  |          |                  |                  |                  |                  |  |  |
|  | Caldense          | 0                |   | América Mineiro | 2                        | 0                        | 2                        |                          |  |          |                  |                  |                  |                  |  |  |
|  |                   |                  |   | América Mineiro | 2                        | 0                        | 2                        |                          |  |          |                  |                  |                  |                  |  |  |
|  |                   | Cruzeiro         | 3 | 3               | 6                        |                          |                          |                          |  |          |                  |                  |                  |                  |  |  |
|  | Cruzeiro          | Cruzeiro         | 3 | 3               | 6                        | 5                        |                          |                          |  |          |                  |                  |                  |                  |  |  |
|  | Cruzeiro          |                  |   |                 |                          | 5                        |                          |                          |  |          |                  |                  |                  |                  |  |  |
|  | Patrocinense      | 0                |   |                 |                          |                          |                          |                          |  |          |                  |                  |                  |                  |  |  |
|  | Patrocinense      | 0                |   |                 |                          |                          |                          |                          |  | Cruzeiro | 2                | 1                | 3                |                  |  |  |
|  |                   |                  |   |                 |                          |                          |                          |                          |  | Cruzeiro | 2                | 1                | 3                |                  |  |  |
|  |                   | Atlético Mineiro | 1 | 1               | 2                        |                          |                          |                          |  |          |                  |                  |                  |                  |  |  |
|  | Boa Esporte (pen) | Atlético Mineiro | 1 | 1               | 2                        | 1 (3)                    |                          |                          |  |          |                  |                  |                  |                  |  |  |
|  | Boa Esporte (pen) |                  |   |                 |                          | 1 (3)                    |                          |                          |  |          |                  |                  |                  |                  |  |  |
|  | Tombense          | 1 (0)            |   |                 |                          |                          |                          |                          |  |          |                  |                  |                  |                  |  |  |
|  | Tombense          | 1 (0)            |   | Boa Esporte     | 0                        | 0                        | 0                        |                          |  |          |                  |                  |                  |                  |  |  |
|  |                   |                  |   | Boa Esporte     | 0                        | 0                        | 0                        |                          |  |          |                  |                  |                  |                  |  |  |
|  |                   | Atlético Mineiro | 0 | 5               | 5                        |                          |                          |                          |  |          |                  |                  |                  |                  |  |  |
|  | Atlético Mineiro  | Atlético Mineiro | 0 | 5               | 5                        | 3                        |                          |                          |  |          |                  |                  |                  |                  |  |  |
|  | Atlético Mineiro  |                  |   |                 |                          | 3                        |                          |                          |  |          |                  |                  |                  |                  |  |  |
|  | Tupynambás        | 1                |   |                 |                          |                          |                          |                          |  |          |                  |                  |                  |                  |  |  |

## Premiação
| Campeonato Mineiro de 2019     |
| Belo Horizonte                 |
| ------------------------------ |
| Cruzeiro Campeão (38.º título) |

## Campeão do Interior
| Campeonato Mineiro do Interior de 2019 |
| Varginha                               |
| -------------------------------------- |
| Boa Esporte Campeão (3.º título)       |

## Artilharia

### Hat-tricks
| Jogador          | Clube            | Adversário      | Placar | Data          | Ref.  |
| ---------------- | ---------------- | --------------- | ------ | ------------- | ----- |
| Ricardo Oliveira | Atlético Mineiro | Boa Esporte     | 5–0    | 20 de janeiro | [ 3 ] |
| Fred             | Cruzeiro         | América Mineiro | 3–2    | 31 de março   | [ 4 ] |

## Classificação Geral
| Pos | Equipes          | Pts | J  | V  | E | D | GP | GC | SG  | %    | Classificação ou rebaixamento                                           |
| --- | ---------------- | --- | -- | -- | - | - | -- | -- | --- | ---- | ----------------------------------------------------------------------- |
| 1º  | Cruzeiro         | 38  | 16 | 11 | 5 | 0 | 36 | 9  | +27 | 79.1 | Campeão e classificado para a Copa do Brasil 2020                       |
| 2º  | Atlético Mineiro | 36  | 16 | 11 | 3 | 2 | 34 | 9  | +25 | 75.0 | Vice-campeão e classificado para a Copa do Brasil 2020                  |
| 3º  | América Mineiro  | 25  | 14 | 7  | 4 | 3 | 26 | 15 | +11 | 59.5 | Eliminados nas semifinais e classificados para a Copa do Brasil de 2020 |
| 4º  | Boa Esporte      | 20  | 14 | 5  | 5 | 4 | 22 | 22 | 0   | 47.6 | Eliminados nas semifinais e classificados para a Copa do Brasil de 2020 |
| 5º  | Tombense         | 14  | 12 | 3  | 5 | 4 | 12 | 12 | 0   | 38.8 | Eliminado nas quartas-de-final                                          |
| 6º  | Caldense         | 13  | 12 | 3  | 4 | 5 | 11 | 14 | –3  | 36.1 | Eliminados nas quartas-de-final e classificados à Série D 2020          |
| 7º  | Patrocinense     | 12  | 12 | 3  | 3 | 6 | 10 | 18 | –8  | 33.3 | Eliminados nas quartas-de-final e classificados à Série D 2020          |
| 8º  | Tupynambás       | 11  | 12 | 3  | 2 | 7 | 11 | 21 | –10 | 30.5 | Eliminados nas quartas-de-final e classificados à Série D 2020          |
| 9   | Villa Nova       | 11  | 11 | 3  | 2 | 6 | 9  | 21 | –12 | 33.3 | Módulo I de 2020                                                        |
| 10  | URT              | 10  | 11 | 2  | 4 | 5 | 9  | 16 | –7  | 30.3 | Módulo I de 2020                                                        |
| 11  | Guarani-MG       | 10  | 11 | 1  | 7 | 3 | 8  | 13 | –5  | 30.3 | Rebaixados para o Módulo II de 2020                                     |
| 12  | Tupi             | 4   | 11 | 0  | 4 | 7 | 6  | 23 | –17 | 12.1 | Rebaixados para o Módulo II de 2020                                     |